# پروسلیت
پروسلیت یا برخیزنده (به یونانی: προσήλυτος) (از prosēluth که نسخه ماضی از proserkhesthai است) نامی است که به نو گرویدگان به یهودیت در قرن اول پس از میلاد داده شده‌است.

## توضیح
تورات موسی به کسانی که از نوادگان بنی اسرائیل نبودند اجازه می‌داد به یهودیت روی آورند، مشروط بر اینکه از چندی از مناسک پیروی کنند. در قرن اول دو نوع برخیزنده وجود داشت، اولی متشرعینی بودند که به یهودیت گرویدند و مردان این افراد باید ختنه می‌شدند و باید روز سبت را رعایت می‌کردند و تا آخر عمر از گوشت حرام مانند گوشت خوک استفاده نمی‌کردند. گروه دوم مؤمنین بودند و اینها موظف به پیروی از قوانین تورات نیستند، اما موظف به پیروی از قوانین هفت‌گانه نوح هستند.
برخیزندگی به ویژه در میان بسیاری از یونانیانی که به یهودیت گرویدند، خاصه آنها که با یهودیان ازدواج کرده بودند، گسترش یافت.